# Fatu-Hiva (Polinesia Francesa)
Fatu-Hiva es una comuna francesa situada en la subdivisión de Islas Marquesas, que forma parte de la colectividad de ultramar de Polinesia Francesa.

## Composición
Fatu-Hiva comprende la isla de Fatu Hiva con sus ocho motus y el arrecife de Motu Nao:
| Comuna de Fatu-Hiva |                  |                  |                    |
| Fatu Hiva           | 84               | 611              | 7                  |
| Motu Nao            | 0                | 0.01             | 0                  |
| Islotes             | Población (2012) | Superficie (km²) | Densidad (hab/km²) |
| Matau               | -                | -                | -                  |
| Mopii               | -                | -                | -                  |
| Motuhihumu          | -                | -                | -                  |
| Motutapu            | -                | -                | -                  |
| Motutui             | -                | -                | -                  |
| Motuua              | -                | -                | -                  |
| Pahi                | -                | -                | -                  |
| Takiei              | -                | -                | -                  |

## Demografía
| Gráfica de evolución demográfica de Fatu-Hiva entre 1971 y 2012 |
|                                                                 |

Fuente: Insee